# 东北之夏
《东北之夏》是庄不纯工作室开发的一款免费视觉小说，於2023年1月9日在Steam发行。本作原名《沈阳之夏》，改編自中國大陸網路迷因「东百往事」。

## 故事
主人公小亮在父母安排下前往瀋陽市工作，偶然間認識了两位小网红虎妞和刀酱，並成為兩人的助手。工作後不久，她們與另一個網紅杀马特团长在網上引起了衝突，雙方約定在瀋陽市決一高下。雙方的衝突和交鋒，小亮一直感覺似曾相識。在一次對決中小亮被杀马特团长俘虜，在杀马特团长的提醒下才記起一切。小亮在一次意外中失去了過去的記憶，她的父母和朋友為了喚醒她的記憶，決定在瀋陽市重演一次「东百往事」。

## 開發及發行
2016年中國大陸興起全民直播，中国东北地区湧現了一批在快手活躍的網絡主播。2018年開始有Bilibili視頻創作者組合了部分東北主播的視頻演出，創作了「东百往事」系列短视频，這些內容之後成為網路迷因。「东百往事」的內容圍繞網絡主播“虎哥”（“东北虎哥”）和“杀马特团长”在瀋陽市、哈爾濱市等東北城市發生的一系列事情。Bilibili的Up主莊不純在看到一部「东百往事，但是二次元娘化」的改編「东百往事」視頻後，萌生創作類似遊戲的想法。在製作遊戲之前，莊不純曾在「东百往事」相關人物的網絡直播中留言詢問獲得改編成遊戲的許可。2022年5月首個游戏演示在Bilibili以互动视频的形式發佈。遊戲專案原名為《沈阳之夏》，後改名為《东北之夏》。
同年6月，莊不純在众筹网爱发电上為《东北之夏》的製作展開众筹，獲得的金額超過了众筹目標，開發組得以增設了可下载内容（DLC）和live2D立繪的計劃。參與開發的成員大多是出於愛好加入，只索要較少的報酬，美術方面有來自腾讯、网易、散爆网络、幻萌网络等遊戲公司的員工以兼職或外包身份參與製作。為了還原「东百往事」中使用到音樂，莊不純也爭取到安与骑兵免費給出《红山果》的授權。遊戲的場景畫面，莊不純親自前往瀋陽市，去「东百往事」發生的地點取材，以確保遊戲還原原作場景。
遊戲原計劃2022年10月發佈，後延期至2023年1月9日在Steam平台免费发行，遊戲的附加劇情DLC預計1到2個月後推出。同年4月1日，莊不純公布DLC宣傳視頻並預告在當月上線，DLC最後延期至5月17日上線。4月17日，開發組表示計劃在TapTap推出遊戲的Android版，由主程序的師兄負責移植，由於「某些原因」，遊戲只會以「測試版」形式發行。2023年9月30日，遊戲在TapTap上線。

## 評價
遊戲在Steam發佈後五日就獲得6000多評論並獲得壓倒性好評，遊戲一度登上Steam视觉小说热榜的第三位，在抖音东北之夏的話題也獲得3000萬播放量。遊戲由於改編自中國大陸網路迷因「东百往事」獲得不少中國大陸玩家的關注和評價，遊戲的流行也引起其他地區的玩家關注，遊戲角落就曾報道有不懂「东百往事」的日本玩家在遊戲討論區留言疑惑遊戲的走紅。
評論員普遍稱讚遊戲的改編嘗試，對作品的劇情和角色設計評價普遍正面，游侠网編輯三明讚譽作品選取第一人稱的敘事角度，遊戲選用「东百往事」的配角小亮作為主角敘事也引起他的共鳴。遊戲「展现的这些抽象明星在摄像头之外的日常，也成为了这部作品最难能可贵的地方」。游戏大观編輯稱讚遊戲取「东百往事」的精華，用正面的角度去描繪中國的東北，「以此来反刻板印象，如实记录东北历史与文化」。評論員ROOT在3DM摘文稱製作組在遊戲中加了不少劇情彩蛋，「总能让人不禁会心一笑」。游戏陀螺的編輯稱遊戲劇情在改編模因的同時，也兼具了「Galgame细腻的情感」，能讓人感受到角色之間「搞笑互动之下的温情」。不了解「东百往事」的台灣評論員TanyaK表示並沒有對遊戲內容產生共鳴，但是也認可遊戲的改編，並將遊戲與《BBS鄉民的正義》作類比。
角色設計方面，ROOT表示角色立繪還原「东百往事」中的人物，而且角色配音也盡量接近原型人物聲線，特別使用東北口音，同時他也稱讚「立绘做得确实漂亮」。三明則認為作品將「东百往事」中的人物娘化，反差感十足之餘，也很「二次元」。游民星空的編輯唐牛才是真食神評價「人物形象很饱满」。